# Helm van Coțofenești
De helm van Coțofenești is een helm afkomstig van de Geten-Daciërs en gemaakt in de tweede helft van de vijfde eeuw voor Christus. De helm is gemaakt van bijna puur goud. De helm werd op 25 januari 2025 gestolen uit het Drents Museum in de Nederlandse stad Assen en is sindsdien spoorloos.

## Achtergrond
De helm werd in 1928 gevonden door een kind met de naam Traian Simion in de buurt van het dorp Piana Coțofenești, tegenwoordig bekend onder de naam Vărbilău, 25 kilometer ten noorden van Ploiești. Aanvankelijk werd de helm als speelgoed en later als waterbak voor kippen gebruikt. Daardoor raakte de schedelkap beschadigd. In 1929 kocht een handelaar uit Ploiești de helm en schonk die aan het Nationaal Museum van Oudheden.
Ioan Andrieșescu, hoogleraar aan de Universiteit van Boekarest met als vakgebied prehistorie, deed uitgebreid onderzoek op locatie en kwam tot de conclusie dat daar een nederzetting van de Geten-Daciërs was geweest. Het ging om een verdwaalde vondst, de helm maakte geen deel uit van een schat of grafgeschenken.
De helm weegt 726 gram, het goud is 24 karaats en was begin 2025 in een zeer goede staat. Er ontbreekt alleen een deel van de schedelkap. De vorm en versieringen verraden de Geto-Dacische komaf. De helm is versierd met noppen en twee grote ogen, die bedoeld zijn om het boze oog of magische spreuken af te weren. De beide wangstukken tonen onder andere een scène waarbij een ram geofferd wordt door een man die op het punt staat de keel door te snijden. De helm behoorde waarschijnlijk toe aan een Geto-Dacische koning of edelman.

## Diefstal
De helm van Coțofenești kwam in de jaren zeventig terecht in de collectie van het Nationaal Historisch Museum van Roemenië. Hij werd uitgeleend aan het Drents Museum in Assen voor de tentoonstelling 'Dacia – Rijk van goud en zilver', die op 7 juli 2024 begon. Op 25 januari 2025, in het laatste weekeinde van de tentoonstelling, werd de helm gestolen. Om 3.45 uur in de nacht was er een zware explosie, waarna drie inbrekers een toegangsdeur openbraken en de helm en drie gouden armbanden meenamen.